# AVS
AVS，即數位音影片編解碼技術標準，為中國第二代信源編碼標準。第三代AVS標準的制定工作已經完成。
為了推動AVS標準的開發和推廣，華為、TCL、創維等公司成立了中关村视听产业技术创新联盟（簡稱：AVS产业联盟），致力於AVS標準的開發和推廣。

## 缘起
AVS（Audio Video coding Standard）為中國具備自主知識產權的第二代信源編碼標準，此編碼技術主要解決數碼音影片海量數据（即初始數据、信源）的編碼壓縮問題，故也稱數碼音影片編解碼技術。目前國際上音影片編解碼標準主要兩大系列：ISO/IEC JTC1 制定的MPEG系列標準，ITU 針對多媒體通信制定的H.26x系列影片編碼標準，和G.7系列音頻編碼標準。1994年由MPEG和ITU合作制定的MPEG-2為第一代音影片編解碼標準的主要格式，是目前國際上最為通行的音影片標準。
經過十年多演變，音影片編碼技術產生了巨大的變化，后起之秀輩出。目前音影片產業可以選擇的信源編碼標準有四個：MPEG-2、MPEG-4、AVC（簡稱AVC，也稱JVT、H.264）、AVS。從制訂者分，前三個標準是由MPEG專家組完成的，第四個是中國自主制定的。從發展階段分，MPEG-2是第一代信源標準，其余三個為第二代標準。從主要技術指標—編碼效率比較：MPEG-4是MPEG-2的1.4倍，AVS和AVC相當，都是MPEG-2兩倍以上。
AVS標準是《信息技術 先進音影片編碼》系列標準的簡稱，AVS標準包括系統、影片、音頻、数字版权管理等四個主要技術標準和一致性測試等支撐標準。在2003年12月18日-12月19日舉行第7次會議上，工作組完成了AVS標準的第一部分（系統）和第二部分（影片）的草案最終稿（FCD），和報批稿配套的驗証軟件也已完成。2004年12月29日，全國信息技術標準化技術委員會組織評審並通過了AVS標準影片草案。2005年1月，AVS工作組將草案報送中國信息產業部。3月30日，中國信產部初審認可，標準草案影片部分進入公示期。2004年度第一季度（第8次全體會議）正式開始“數碼版權管理與保護”標準的制定，目前已近尾聲。2005年初（第12次全體會議）完成了第三部分（音頻）草案。
2012年，完成了广电行标《广播电视先进音影片编码 第1部分：影片》的制订，《广播电视先进音影片编码 第1部分：影片》于2012年7月10日颁布为广电行标，标准号：GY/T 257.1-2012，即日实施。2012年12月31日，《信息技术 先进音影片编码 第1部分：系统》（AVS-P1）、《信息技术 先进音影片编码 第4部分：符合性测试》（AVS-P4）、《信息技术 先进音影片编码 第5部分：参考软件》（AVS-P5）获颁为国标，国标号分别为：GB/T 20090.1-2012、GB/T 20090.4-2012、GB/T 20090.5-2012。
2013年1月，完成《信息技术 先进音影片编码 第8部分:在IP网络上传输AVS》、《信息技术 先进音影片编码 第9部分:AVS文件格式》报批工作。
2013年3月18日，基于AVS+的3D节目上星播出。同日，中古哈瓦那数字电视示范区建设竣工仪式在古巴首都哈瓦那举行，采用中国AVS标准的数字电视正式落户古巴。
2013年10月8日，湖南卫视高清频道开始测试本地上星传输。当天下午，测试信号通过中星6A卫星1A转发器开始传输，测试信号为H.264与AVS+同播上星。2013年12月18日，总局正式批准湖南卫视高清频道本地上星传输。同年12月25日，湖南卫视高清频道正式以H.264和AVS+两种编码格式同播上星。
2014年1月1日，基于AVS+的中央电视台财经、军事农业、纪录、科教、社会与法、少儿6套高清频道正式开播。
2014年1月16日，安徽卫视高清频道正式以MPEG-2与AVS+两种编码格式同播上星。
2014年8月6日，中央电视台综艺、体育、电视剧3套高清频道在保留原有H.264编码格式频道的基础上，正式开播新的AVS+格式频道，从而实现H.264和AVS+两种编码格式同播上星。同年11月1日，上述3套节目的H.264高清信号正式停播。

## AVS2
即第二代数字音视频编解码技术标准（AVS2），其首要应用目标是超高清晰度视频，支持超高分辨率（4K以上）、高动态范围视频的高效压缩。2016年5月，AVS2被中国国家新闻出版广电总局颁布为广电行业标准《高效音视频编码 第1部分：视频》（行标号：GY/T 299.1-2016）。2016年12月，AVS2被中国国家质检总局和国家标准委颁布为国家标准《信息技术 高效多媒体编码 第2部分：视频》(国标号: GB/T 33475.2-2016)。同时提交了IEEE国际标准（标准号：IEEE1857.4）申请。中国国家广播电影电视总局广播电视计量检测中心的测试结果表明：AVS2的压缩效率比上一代标准AVS+和H.264/AVC提高了一倍，超过同类型标准HEVC/H.265。AVS2还支持：三维视频、多视角和虚拟现实视频的高效编码；立体声、多声道音频的高效有损及无损编码；监控视频的高效编码；面向三网融合的新型媒体服务。

## AVS3
AVS3增加了对8K分辨率的支持，该技术将使用于中央广播电视总台8K超高清频道。
2022年7月7日，DVB项目宣布将AVS3列入面向广播和宽带应用的音视频编解码器核心规范。

## 优势
中国方面称，AVS与其他格式相比有以下优势：
1. AVS的性能高，与国际主流格式旗鼓相当。
2. AVS的复杂度低，编码复杂度比国际主流格式低，速度更快，軟硬體實現成本都低於其他格式。
3. AVS編碼技術為中國主導的知識產權，專利授權模式簡單，費用較其他格式（自由格式除外）低。

## 劣势
1. 缺少可用的软件编解码器，普及性低

## 外部連結
- AVS 數碼音影片編解碼技術標準工作組（页面存档备份，存于）（簡體中文）

AVS標準制定官方網站，數碼音影片編解碼技術標準工作組，英文名稱：AVS Working Group（Audio Video Coding Standard Working Group of China）
- AVS產業聯盟（簡體中文）
- 新浪網專題-AVS標準挑戰國際音影片編解碼標準（页面存档备份，存于）
- 大陸無意跟進MPEG-4/H.264、WMV-9　另拱AVS Codec成市場標準
- 谁将引领新一代视频编码标准：HEVC、AVS2和AV1性能对比报告 – 北京大学数字媒体研究中心（页面存档备份，存于）